# Würzburg Universitätsbibliothek Cod. M. p. th. f. 67
Cod. M. p. th. f. 67 (oznaczany jako 11A w systemie Beurona) – datowany na VIII lub IX wiek łaciński ewangeliarz. Tekst był znany jako rękopis Wulgaty. Rękopis zawiera tekst czterech ewangelii na 192 pergaminowych arkuszach o wymiarach 32 × 21 cm. Tekst jest pisany w dwie kolumny na stronę, po 20 wierszy na kolumnę. Zawiera przedmowy do ewangelii.
Rękopis prawdopodobnie został napisany w Breton. Starołacińskie części zostały odkryte w 2009 roku przez H.A.G. Houghtona. Obecnie jest on umieszczony na Uniwersytecie w Würzburgu.
Tekst kodeksu jest mieszany, łączy tekst starołaciński i Wulgatę; dwa fragmenty tekstu (Jan 1:1–5:40 i Jan 12:34–13:10) można zakwalifikować do starołacińskiej wersji. Wiele odczytów w tych fragmentach jest podobnych do innych starożytnych kodeksów (zwłaszcza Codex Rehdigeranus), podczas gdy inne warianty osobliwe dla tego rękopisu odpowiadają cytacjom Augustyna i Jeroma. Jest jednym z niewielu łacińskich świadków dodatkowej frazy w Jana 8:9. Tekst synoptycznych Ewangelii nie został odpowiednio opracowany, ma też częściową starołacińską przynależność, zwłaszcza w Ewangelii Mateusza.